# نصر عبد الكريم
نصر عبد الكريم (1958-) هو اقتصادي فلسطيني ولد في بلدة عارورة بمحافظة رام الله والبيرة، نال درجة البكالوريوس في المحاسبة والإدارة من كلية التجارة في الجامعة الأردنية عام 1980، ودرجة الماجستير في إدارة الأعمال من جامعة تكساس في الولايات المتحدة عام 1984. وفي عام 1992، حصل على درجة الدكتوراه في الاقتصاد المالي من جامعة جنوب إلينوي في الولايات المتحدة. حيث انتمى إلى التيار اليساري في شبابه وكان من كوادر الجبهة الديمقراطية لتحرير فلسطين. نشط في اتحاد الطلبة الفلسطينيين في الولايات المتحدة، وكان عضوًا في نقابة العاملين بجامعة النجاح. تخلى عن العمل التنظيمي في نهاية التسعينيات، وأصبح عضوًا في المجلس الوطني الفلسطيني منذ عام 2007. شارك في اجتماعات المصالحة الفلسطينية في القاهرة بين عامي 2011 و2017.

## حياته المهنية
بدأ نصر عبد الكريم مسيرته المهنية كمدقق حسابات في شركة طلال أبو غزالة بين عامي 1980 و1982، ثم عمل باحثًا مساعدًا في جامعة تكساس عام 1984. عاد إلى فلسطين ليتولى عدة مناصب في جامعة النجاح الوطنية، حيث شغل منصب رئيس قسم المحاسبة بين عامي 1984 و1987، وبين 1992 و1996. كما عمل مديرًا لبرنامج ماجستير إدارة الأعمال بين 1994 و1998، وعميدًا لكلية الإدارة والاقتصاد بين 1996 و1998. وفي عام 1998، تولى منصب نائب المدير العام لبنك فلسطين الدولي، ثم أصبح مديرًا للسياسات في المجلس الفلسطيني للتنمية والإعمار (بكدار) بين 1999 و2000. كما شغل مناصب أكاديمية مختلفة في جامعة بيرزيت وجامعة القدس المفتوحة، وكان باحثًا في معهد أبحاث السياسات الاقتصادية (ماس) بين 2010 و2011.
منذ عام 2014، يعمل أستاذًا للعلوم المالية والاقتصادية في كلية الدراسات العليا بالجامعة العربية الأمريكية فرع رام الله. في عام 2021 أسس شركة كفاءة للاستشارات الاقتصادية والمالية.
أسس عبد الكريم الشركة الفلسطينية للتنمية والائتمان (فاتن) في مدينة رام الله عام 1998، وترأس مجلس إدارتها. كما أسس وكان عضوًا في مجلس إدارة شبكة التمويل الأصغر في الوطن العربي بين عامي 2002 و2007، وهو عضو في عدة جمعيات مهنية، منها الجمعية العربية للمحاسبين القانونيين، وجمعية المحاسبة الأمريكية، واتحاد المصارف العربية.

## مؤلفاته
كتب نصر عبد الكريم العديد من الأبحاث والدراسات التي تناولت الاقتصاد الفلسطيني والعدالة الاجتماعية، ومنها:
- التخفيضات المحتملة لموازنة حكومة السلطة الفلسطينية عام 2015.
- تقييم التعديلات الأخيرة على قانون ضريبة الدخل لعام 2011 من منظور العدالة الاجتماعية عام 2016.
- تحليل فجوة أجور موظفي السلطة الفلسطينية عام 2017.
- حوكمة الشركات وإدارة الأرباح: دليل من الشركات المدرجة في بورصة فلسطين عام 2020.
- تشخيص التمويل الزراعي في فلسطين عام 2021.